# Segeberger Zeitung
Die Segeberger Zeitung ist eine Lokalzeitung im Kreis Segeberg (Schleswig-Holstein). Die verkaufte Auflage beträgt 5873 Exemplare, ein Minus von 59,5 Prozent seit 1998.

## Geschichte
Die Segeberger Zeitung wurde 1826 als Segeberger Wochenblatt gegründet. Sie ist mit dem Hauptsitz in Bad Segeberg und einer Redaktion in Bad Bramstedt vertreten.
Herausgeber ist der Verlag C.H. Wäser KG GmbH & Co. Dieser Verlag gehört zu 50 Prozent der Kieler Zeitung Verlags- und Druckerei KG GmbH & Co. (u. a. Kieler Nachrichten) und zu 50 Prozent der Kieler Zeitung Verwaltungs GmbH & Co. Beteiligungs KG. Die Verlagsgesellschaft Madsack in Hannover ist zu 24,5 Prozent direkt an diesem Verlag beteiligt und indirekt über die Hanseatische Verlags-Beteiligung AG, so dass Madsack einen Anteil von 37 Prozent an der C.H. Wäser KG hält.
Bis Februar 2009 hielt die Axel Springer AG an dem Verlagsunternehmen noch einen Anteil von 24,5 Prozent, den sie an die Verlagsgruppe Madsack verkaufte. Die SPD ist über ihre Medienholding Deutsche Druck- und Verlagsgesellschaft mit 23,08 Prozent an der Madsack-Gruppe beteiligt.
Die Segeberger Zeitung ist Mitglied im BDZV und im Verband Deutscher Lokalzeitungen. Das Blatt wird im Berliner Format gedruckt.

## Auflage
Die Segeberger Zeitung hat wie die meisten deutschen Tageszeitungen in den vergangenen Jahren an Auflage eingebüßt. Die verkaufte Auflage ist in den vergangenen 10 Jahren um durchschnittlich 6,2 % pro Jahr gesunken. Im vergangenen Jahr hat sie um 21 % abgenommen. Sie beträgt gegenwärtig 5873 Exemplare. Der Anteil der Abonnements an der verkauften Auflage liegt bei 89,1 Prozent.
| 1998  | 1999  | 2000  | 2001  | 2002  | 2003  | 2004  | 2005  | 2006  | 2007  | 2008  | 2009  | 2010  | 2011  | 2012  | 2013  | 2014  | 2015  | 2016 | 2017  | 2018  | 2019  | 2020  | 2021 | 2022 | 2023 | 2024 |
| ----- | ----- | ----- | ----- | ----- | ----- | ----- | ----- | ----- | ----- | ----- | ----- | ----- | ----- | ----- | ----- | ----- | ----- | ---- | ----- | ----- | ----- | ----- | ---- | ---- | ---- | ---- |
| 14496 | 14315 | 14141 | 13933 | 13631 | 13379 | 13031 | 12736 | 12176 | 11992 | 12032 | 11996 | 11907 | 11774 | 11538 | 11363 | 11145 | 10418 | 9762 | 10476 | 10112 | 10052 | 10003 | 9621 | 8154 | 7431 | 5873 |